# Ctenophora (langpootmuggen)
Ctenophora is een geslacht van langpootmuggen (Tipulidae). De meeste soorten komen voor in bossen of boomgaarden waar dode bomen niet opgeruimd worden. De larven zijn detritivoren.

## Omschrijving
De meeste soorten zijn relatief groot (rond de 20 mm lang, 25 mm vleugelspan). Ze zijn te herkennen aan hun zwarte lijven met gele, oranje of rode markeringen waarmee ze wespen imiteren. Mannetjes hebben veerachtige antennes, bij de antennes van de vrouwtjes is duidelijk te zien dat deze uit dertien segmenten bestaan. Vrouwtjes hebben een stekelvormige ovipositor aan hun achterlijf.

## Soorten
- Subgeslacht Cnemoncosis Enderlein, 1921
- C. fastuosa Loew, 1871
- C. festiva Meigen, 1804
- C. ishiharai Alexander, 1953
- C. magnifica Loew, 1869
- C. (Cnemoncosis) nohirae

Ctenophora nohirae Matsumura, 1916
- C. ornata

Gele kamlangpootmug Meigen, 1818
- C. pectinicornis (Linnaeus, 1758)
- C. septentrionalis (Alexander, 1921)
- C. yezoana Matsumura, 1906

- Subgeslacht Ctenophora Meigen, 1803
- C. (Ctenophora) amabilis

Ctenophora amabilis Takahashi, 1960
- C. (Ctenophora) apicata Osten Sacken, 1864
- C. (Ctenophora) biguttata Matsumura, 1916
- C. (Ctenophora) elegans Meigen, 1818
- C. (Ctenophora) flaveolata (Fabricius, 1794)
- C. (Ctenophora) guttata Meigen, 1818
- C. (Ctenophora) nigriceps (Tjeder, 1949)
- C. (Ctenophora) nikkoensis Takahashi, 1960
- C. (Ctenophora) nubecula Osten Sacken, 1864
- C. (Ctenophora) perjocosa Alexander, 1940
- C. (Ctenophora) pselliophoroides Alexander, 1938
- C. (Ctenophora) tricolor Loew, 1869
- C. pectinicornis (Linnaeus, 1758)

- Subgeslacht Xiphuromorpha Savchenko, 1973
  - C. sibirica Portschinsky, 1873